# Samuel Bellettini
Samuel Umberto Bellettini Zedeño (Bahía de Caráquez, ?) es un político ecuatoriano que ocupó la presidencia del Congreso Nacional entre 1993 y 1994.

## Biografía
Realizó sus estudios secundarios en el colegio Eloy Alfaro de la ciudad de Bahía de Caráquez. Durante su adolescencia fue parte de las juventudes del Partido Liberal Radical Ecuatoriano en el cantón Sucre. De la mano del mismo fue concejal cantonal y consejero provincial.
Para las elecciones legislativas de 1992 fue elegido diputado nacional en representación de la provincia de Manabí por el Partido Liberal Radical Ecuatoriano.
En 1993 fue designado presidente del Congreso Nacional con los votos de los partidos Izquierda Democrática, Movimiento Popular Democrático, Democracia Popular, Partido Roldosista Ecuatoriano y Partido Social Cristiano, todos opositores al gobierno del presidente Sixto Durán Ballén.
Su tiempo al frente del legislativo es recordado por sus polémicas actuaciones, ente las que destaca la controversia que causó al rechazar la visita del presidente Durán Ballén a Perú, aseverando que la visita constituía "hacerle el juego a nuestros invasores" y calificando a Perú como "el Caín de América". La Cancillería de Perú rechazó enérgicamente las declaraciones de Bellittini al considerarlas agraviantes.
Luego de dejar su puesto en el legislativo pasó al partido Frente Radical Alfarista.
En las elecciones legislativas de 1996 fue elegido diputado suplente de Fabián Alarcón por la alianza entre el Frente Radical Alfarista y el Partido Liberal Radical Ecuatoriano. Asumió el cargo de diputado principal cuando Alarcón renunció a su curul tras su designación como presidente interino de la república.